# Christian Mahogany
Christian Joshua Mahogany (Elmwood Park, 11 ottobre 1998) è un giocatore di football americano statunitense che milita nel ruolo di guardia per i Detroit Lions della National Football League (NFL).

## Carriera universitaria
Nella sua prima stagione al Boston College, Mahogany non disputò alcuna partita. L’anno seguente fu nominato guardia sinistra titolare, iniziando tutte le 11 gare come partente. Nel 2021 giocò ancora tutte le 11 gare come titolare, venendo inserito nella seconda formazione ideale dell’Atlantic Coast Conference (ACC). Nel 2022 perse tutta la stagione a causa della rottura del legamento crociato anteriore giocando a pallacanestro. Nel 2023 fu inserito nella formazione ideale della ACC.

## Carriera professionistica

### Detroit Lions
Mahogany fu scelto nel corso del sesto giro (210º assoluto) del Draft NFL 2024 dai Detroit Lions. . Nella sua prima stagione disputò sette partite, di cui una come titolare.